# رمزي المولد
رمزي علي المولد مواليد 8 أبريل 1996، هو لاعب كرة قدم سعودي يلعب كمدافع يلعب حالياً في نادي الوشم.

## مسيرة اللاعب
لعب في نادي عفيف ونادي الوشم.